# Cox
Cox (em castelhano) ou Coix (em valenciano) é um município da Espanha na província de Alicante, Comunidade Valenciana. Tem 16,6 km² de área e em 2021 tinha 7 427 habitantes (densidade: 447,4 hab./km²).

## Demografia
| Variação demográfica do município entre 1991 e 2004 | Variação demográfica do município entre 1991 e 2004 | Variação demográfica do município entre 1991 e 2004 | Variação demográfica do município entre 1991 e 2004 |
| --------------------------------------------------- | --------------------------------------------------- | --------------------------------------------------- | --------------------------------------------------- |
| 1991                                                | 1996                                                | 2001                                                | 2004                                                |
| 5350                                                | 5750                                                | 6196                                                | 6377                                                |